# Agua Esperanza
Agua Esperanza är en ort i Mexiko.   Den ligger i kommunen Huautepec och delstaten Oaxaca, i den sydöstra delen av landet, 290 km sydost om huvudstaden Mexico City. Agua Esperanza ligger 1 349 meter över havet och antalet invånare är 297.
Terrängen runt Agua Esperanza är bergig söderut, men norrut är den kuperad. Runt Agua Esperanza är det ganska glesbefolkat, med 36 invånare per kvadratkilometer. Närmaste större samhälle är Huautla de Jiménez, 8,2 km nordväst om Agua Esperanza. I omgivningarna runt Agua Esperanza växer i huvudsak städsegrön lövskog.